# Francisco de Morla
Francisco de Morla (¿? - 30 de junio de 1520), fue un conquistador  que participó en la conquista de México bajo las órdenes de Hernán Cortés. 
Fue capitán de una de las once embarcaciones que salieron de la isla de Cuba con destino a la isla de Cozumel el 10 de febrero de 1519. Durante la travesía su embarcación tuvo problemas, pues se le saltó el gobernalle, por lo que Cortés, con la nave capitana, le escoltó y ayudó para poder cruzar el canal de Yucatán.
Participó como jinete contra los mayas chontales en la batalla de Centla, su caballo fue descrito como rucio picado en la crónica de López de Gómara. Murió el 30 de junio de 1520 en el episodio conocido como la "Noche Triste", cuando los conquistadores españoles tuvieron que abandonar la ciudad de México-Tenochtitlan.